# Franklin Anzité
Franklin Clovis Anzité Touadéré (ur. 2 listopada 1985 w Bangi) – środkowoafrykański piłkarz występujący na pozycji obrońcy. Zawodnik klubu PS TNI.

## Kariera klubowa
Anzité seniorską karierę rozpoczął w 2003 roku w środkowoafrykańskim zespole FC Tigres. W 2005 roku przeszedł do francuskiego AC Ajaccio z Ligue 1. W 2006 roku spadł z nim do Ligue 2. W Ajaccio spędził jeszcze rok. W 2007 roku wyjechał do Anglii, by grać w tamtejszym Swindon Town z League One. Na początku 2008 roku odszedł jednak do Weymouth z Conference. Zagrał tam w 4 meczach.
W połowie 2008 roku Anzité wrócił do Francji, gdzie został graczem klubu FC Libourne-Saint-Seurin z Championnat National. Po roku i rozegraniu 7 spotkań w jego barwach, odszedł do FC Martigues z CFA. W 2011 roku podpisał kontrakt z singapurskim Etoile FC. Spędził tam sezon 2011.
W 2012 roku Anzité został graczem innego singapurskiego zespołu, Home United i spędził tam sezon 2012. Następnie występował w Tajlandii (Samut Songkhram, Trat, Ayutthaya), Wietnamie (Hoàng Anh Gia Lai, Long An) oraz Malezji (UiTM), a w 2017 roku przeszedł do indonezyjskiego PS TNI. Następnie grał w malezyjskich PKN Perak i Sarawak United FC oraz francuskich Besançon Football i Racing Besançon.

## Kariera reprezentacyjna
W reprezentacji Republiki Środkowoafrykańskiej Anzité zadebiutował w 2010 roku.